# Igreja Matriz de Nossa Senhora do Perpétuo Socorro
A Igreja de Nossa Senhora do Perpétuo Socorro é uma igreja católica localizada no bairro do Grajaú, na cidade do Rio de Janeiro, Brasil. É a igreja matriz da paróquia de mesmo nome. A igreja é dedicada a Nossa Senhora do Perpétuo Socorro, um título dado à Virgem Maria, mãe de Jesus Cristo.

## História
A construção da igreja foi iniciada em 1939, sob a liderança do padre José Maria Koenen, que também foi responsável pela construção da Igreja do Sagrado Coração de Jesus, no mesmo bairro. A igreja foi projetada pelo arquiteto italiano Guido Guidi.
A igreja foi inaugurada em 1943, e desde então tem sido um importante ponto de referência para a comunidade católica do Grajaú. A igreja passou por uma grande reforma em 2012, que incluiu a restauração do altar-mor e a instalação de um novo sistema de iluminação.

## Arquitetura e decoração
A igreja tem um estilo arquitetônico eclético, que combina elementos do estilo neogótico com o estilo neorromânico. A fachada da igreja tem uma torre sineira, e é decorada com elementos esculturais em pedra.
O interior da igreja é bastante amplo, e é decorado com pinturas murais e vitrais coloridos, que retratam cenas da vida de Jesus Cristo e de Nossa Senhora do Perpétuo Socorro. O altar-mor é ricamente decorado, e é composto por uma série de imagens de santos e anjos.

## Eventos e atividades
A Igreja de Nossa Senhora do Perpétuo Socorro realiza diversas atividades para a comunidade do Grajaú e região. Além das missas diárias, a igreja oferece cursos de formação religiosa, retiros espirituais, catequese e eventos sociais, como festas juninas e quermesses.